# قدم العالم
قِدَم العالم أو أزلية العالم هي مسألة فلسفية فيما إذا كان العالم له نقطة بداية أم لا، أي هل أنه أزلي كما قال بعض فلاسفة اليونان، أم أنه حادث وليس بقديم، أوجده الله بعدما لم يكن.
وقد أطنب الفلاسفة والعلماء في هذا الموضوع بما في ذلك الكندي في الفلسفة الأولى والغزالي في تهافت الفلاسفة وموسى بن ميمون في دلالة الحائرين.
قال الغزالي في التهافت: